# Platydesmus subovatus
Platydesmus subovatus är en mångfotingart som beskrevs av Loomis 1964. Platydesmus subovatus ingår i släktet Platydesmus och familjen Platydesmidae. Inga underarter finns listade i Catalogue of Life.